# Свирск
Свирск — город (с 1949) в Иркутской области России. Образует Свирское муниципальное образование (город Свирск) со статусом городского округа  как единственный населённый пункт в его составе. Граничит с Черемховским и Усольским районами Иркутской области.
Расположен в Восточной Сибири, в центре Иркутско-Черемховской равнины на левом берегу Ангары. Общая площадь города составляет 3 862 га. Находится в 150 км от областного центра и в 216 км к западу от Байкала. Климат резко континентальный со значительными перепадами температур.
Был основан как заимка в 1735 году. Особенно активное развитие Свирск получил в послевоенные годы, когда на его территории был создан градообразующий завод «Востсибэлемент». С начала 1980-х город потерял треть своего населения.
В отчетах ответственных[каких?]: "До недавнего времени в Свирск был в зоне экологического риска. На промплощадке близ Ангарского металлургического завода находились отходы более 2 тысяч тонн мышьяка. Весной 2013 года вывоз отходов АМЗ закончен, началась рекультивация почвы.

## История

### XVII век
История Свирска началась с Заимки Черниговская, первое письменное упоминание о которой относится к 1735 году. Название «Свирская» заимка приобрела в 1795 году, к этому периоду времени относится первое упоминание о фамилии Свирские. Основателем заимки считается Федор Никифорович Черниговский, прибывший в Идинский острог в 1687 году.

### XIX век
В последующее столетие развитие деревни протекало медленно, примерно три двора в десять лет. Первыми жителями заимки стали крестьяне с фамилией Свирские (отсюда и название города), которые начали обживать новые земли. Со временем вспахали пашню, завели скот и наловчились рыболовному делу. Деревня стала прирастать новыми семьями и дворами. В первой половине XIX века на левом берегу Ангары образовалась развитое деревенское поселение с названием Свирская.

### XX век
После Гражданской войны, вслед за коллективизацией, разрушившей традиционный жизненный уклад сибирской деревенской общины, пришла индустриализация. Был введен в действие Ангарский металлургический завод (мышьяковый), начала строиться железнодорожная ветка Черемхово — Свирск, сыгравшая важную роль в становлении города Свирска, начинается ввод объектов и строительство собственной ТЭЦ. Строятся школы и детские сады. 20 сентября 1939 года вступил в строй действующих предприятий страны завод химических источников тока № 389. Каждый третий житель Свирска становится работником завода. После строительства завода «Востсибэлемент» (веден в эксплуатацию в 1939 г.) Свирск получил статус рабочего посёлка (27.08.1939 г.). В ходе заполнения Братского водохранилища наряду с сотнями деревень и хозяйственно освоенных островов были затоплены первые дома деревни.
Великая Отечественная война шла за тысячи километров от ангарских берегов, но её жестокое дыхание опалило далекий сибирский рабочий посёлок Свирск. Более двух тысяч свирчан ушли на защиту Родины, каждый третий не вернулся. В Средней школе № 1 Свирска с 1941 по 1945 годы размещался военный госпиталь. В августе 1941 года на Свирский завод источников тока № 389 был эвакуирован Ленинградский аккумуляторный завод. Через три месяца его первая продукция отправилась на фронт. Впоследствии на его базе был создан градообразующий завод «Востсибэлемент». Новый этап развития Свирск получил после Великой Отечественной войны. К этому времени Свирск перерос рамки рабочего поселка и 16 ноября 1949 года ему присваивается статус города. Сочетание водной глади Ангары, крутых, поросших лесом берегов правого берега и прибрежной террасы придает живописность окружающему рельефу и в целом облику Свирска. Визитной карточкой города стали рощи корабельных сосен на берегу и краны Свирского речного порта. Послевоенные годы характеризовались динамичным развитием ведущих заводов. Появляются новые предприятия («Автоспецоборудование», «Ремонтно-механический», «Бархатовская лесоперевалочная база»), развивается социально - культурная сфера, спорт, здравоохранение, вводится в строй жилье.
В тяжелые годы перестройки город Свирск выстоял и выжил. Город стал возрождаться, ресурсы Свирска начинают вовлекаться в эффективный хозяйственный оборот, начинают вновь работать на жителей города.

## Физико-географическая характеристика
Город Свирск расположен в лесостепной полосе предгорий Восточного Саяна в центральной части Иркутско-Черемховской предгорной равнины, на левом террасированном склоне долины р. Ангары. Расстояние до г. Черемхово составляет 20 км, до областного центра по железной дороге — 150 км, автомобильным транспортом — 158 км, водным путём — 143 км; до ближайшего большого города — Ангарска — соответственно 111 км, 107 км и 82 км. Пограничность — с Черемховским районным муниципальным образованием, Усольским районным муниципальным образованием, муниципальным образованием «город Черемхово». Муниципальное образование город Свирск пересекает железнодорожная ветка ст. Макарьево ВСЖД филиала ОАО «РЖД». Время поездки — до г. Черемхово 30 мин., до г. Иркутска 3 часа.
Общая площадь составляет 3 862,0 га.

### Климат
Климат города резко континентальный с продолжительной холодной зимой и умеренно-теплым летом. В зимнее время преобладает безветренная, солнечная и морозная погода (область Сибирского антициклона).
Летом устанавливается область пониженного давления, в связи с чем увеличивается облачность и возрастает количество осадков.
Абсолютный минимум температуры −48°С (январь), абсолютный максимум +41°С (июль).
Средняя температура наиболее холодной пятидневки −38°С, наиболее холодных суток −42°С, наиболее холодного периода −22°С.
Продолжительность периода со среднесуточной температурой воздуха 8°С (продолжительность отопительного периода) составляет 241 сутки при его средней температуре −8,8°С.
Продолжительность периода со среднесуточной температурой воздуха 0°С 186 суток.
Глубина промерзания грунтов 2,8-3,0 метров.
Среднегодовое количество атмосферных осадков 329 миллиметров, из них на теплый период приходится около 90 % годовой суммы — 286 миллиметров. Максимальное суточное количество осадков 160 миллиметров.
Снежный покров устанавливается в первых числах ноября и сохраняется 160 дней. Высота снежного покрова
Ветровой режим характеризуется преобладанием ветров северо-западных направлений, в зимнее время устанавливается роль ветров юго-восточных румбов. В годовой розе ветров преобладают восточные (23 %) и северо-западные (19 %) ветры.

### Гидрография
Рядом с городом расположено Братское водохранилище. Река Ангара относится к рыбохозяйственным водотокам высшей категории. В реке Ангара в районе г. Свирска нерестятся и зимуют следующие из частиковых видов рыб: щука, окунь, плотва, пескарь и др., из акклиматизантов — омуль, пелядь, лещ, рябушка. Ценные виды рыб — хариус, ленок, таймень, сиг, осетр встречаются редко.
Не так давно в Свирске появилась благоустроенная набережная, которая протянулась вдоль парковой зоны города. Набережная имеет кованые ограды, эстетические скамейки и пешеходный мост. К популярным местам стихийного купания относятся береговая зона Свирского речного порта, залив близ кафе Astoria. За город свирчане выезжают на озера возле Заимки Чемодариха.

### Геология
В геологическом строении рассматриваемой территории принимает участие мощная толща пород кембрийского возраста (ангарская свита), перекрытая осадками юры и чехлом отложений четвертичного возраста мощностью от 2 до 20 метров. Отложения ангарской свиты выражены доломитами, мергелями и доломитизированными известняками различной крепости общей мощностью до 500 метров. Кембрийские отложения цоколя надпойменной террасы р. Ангары повсеместно представлены доломитами серыми и тёмно-серыми тонкокристаллическими от тонко- до толсто-плитчатых, трещиноватыми, местами кавернозными (каверны размером до метров неправильной формы, полые или заполненные доломитовой мукой). Кровля доломитов очень неровная; местами в ней имеются «карманы», по-видимому карстового происхождения. Обнажения этих пород прослеживаются в обрывах цокольных террас р. Ангары и по склонам падей Черемшанки и Котихи.
Юрские отложения развиты только в северо-западной части города. Они выражены терригенными грубокластическими и угленосными образованиями озерно-болотного типа: брекчиями, конгломератами, кварцевыми и аркозовыми песчаниками, алевролитами, аргиллитами мощностью от 10 до 80 метров.
Осадки четвертичного возраста представлены породами различного генезиса и петрографического состава: щебнистыми отложениями элювиального происхождения, рыхлыми песчано-глинистыми породами аллювиального и делювиального происхождения.

## Население
| 1959    | 1967    | 1970    | 1979    | 1989    | 1992    | 1996    | 1998    | 2000    |
| ------- | ------- | ------- | ------- | ------- | ------- | ------- | ------- | ------- |
| 21 186  | ↗23 000 | ↘20 477 | ↗21 793 | ↘19 214 | ↗19 500 | ↗19 800 | ↘19 300 | ↘18 600 |
| 2001    | 2002    | 2003    | 2005    | 2006    | 2007    | 2008    | 2009    | 2010    |
| ↘18 400 | ↘15 500 | →15 500 | ↘15 000 | ↘14 700 | ↘14 500 | ↘14 400 | ↘14 292 | ↘13 650 |
| 2011    | 2012    | 2013    | 2014    | 2015    | 2016    | 2017    | 2018    | 2019    |
| ↘13 586 | ↘13 351 | ↘13 103 | ↗13 144 | ↗13 194 | ↘13 127 | ↘13 110 | ↘12 945 | ↘12 779 |
| 2020    | 2021    |         |         |         |         |         |         |         |
| ↘12 750 | ↗15 485 |         |         |         |         |         |         |         |

На 1 января 2024 года по численности населения город находился на 763-м месте из 1119 городов Российской Федерации.
Численность населения Свирска, по данным на 1 января 2014 года, составляет 13 144 чел., или 21-е место среди городов Иркутской области. Численность женской части населения немного преобладает над мужской (мужчины — 5 849 чел. [44,5 %]; женщины — 7 295 чел. [55,5 %]). Основная часть населения трудоспособного возраста (7 058 чел. [53,7 %]), остальные составляющие возрастной структуры населения составляют граждане старше (3 181 чел. [24,2 %]) и моложе трудоспособного возраста (2 905 чел. [22,1 %])
За 12 месяцев 2013 года миграция населения составила — +68 чел. (за аналогичный период 2012 года — −246 чел.), в том числе прибыло — 396 чел., убыло —328 чел., родилось 239 чел. (18,8 родившихся на 1000 человек); умерло 259 чел. (19,7 умерших на 1000 человек). За 12 месяцев 2013 года смертность превысила рождаемость в 1,1 раза. С 2014 года наблюдается отток численности населения. Так как смертность продолжает преобладать над рождаемостью.
С начала 1980-х город потерял треть своего населения.

## Административно-территориальное деление
До 2006 года был в административном подчинении города областного подчинения Черемхово. С 2006 года стал самостоятельным муниципальным образованием. Муниципальное образование «город Свирск» — это город Свирск и микрорайон Березовый. Административным центром является город Свирск.

## Экономика
На территории муниципального образования «город Свирск» действует 351 хозяйствующих субъектов различных видов деятельности и форм собственности, из них:
- 2 крупных предприятия
- 111 малых
- 190 индивидуальных
- 31 муниципальное учреждение
- 2 МУП
- 2 государственных учреждений
- 21 прочих (ТСЖ, фонды, некоммерческие организации).

Основу промышленного производства в городе составляет обработка древесины и производство изделий из дерева и пробки (77,7 %)., производство, передача и распределение пара и горячей воды — 5,4 %, производство аккумуляторов — 4,5 %.
Выручка от реализации продукции, работ, услуг (в действующих ценах) за 12 месяцев 2013 г. составила 3430,3 млн руб. или 109,9 % к 2012 г., на душу населения — 261,8 тыс. руб. или 112,0 % показателя 2012 года.
Отгружено товаров собственного производства, выполнено работ и услуг собственными силами за 12 месяцев 2013 г. на сумму 3401,8 млн руб. или 103,5 % к уровню 2012 г., в том числе по крупным предприятиям за отчётный период объём отгруженной продукции составил 2446,2 млн руб. или 99,04 % к уровню 2012 г.
Прибыль прибыльно работающих предприятий составила 127,4 млн руб. Доли прибыльных предприятий составляет 36,8 %. Доля убыточных предприятий 7,9 %. Убыток убыточно работающих предприятий составил 22,0 млн руб. и соответствует уровню 2012 г. (—21,6 млн руб.).
Предприятия
- ООО фирма «Автоспецдеталь» — производство коммунальной техники.
- ЗАО «Актех-Байкал» — производство свинцово-кислотных стартерных аккумуляторных батарей для автомобилей.
- ООО «ТМ Байкал» — обработка древесины и производство изделий из дерева(кроме мебели). Продукция поставляется на рынок Японии.
- ОАО ВСРП «Свирский речной порт» — доставка и перевалка грузов; паромная переправа.
- МУП «Теплоцентраль» ГО «Город Свирск».

.
Социально-экономическая характеристика населения
- Занятые в экономике — 3 108 чел.;
- Удельный вес занятых в экономике составляет — 25,5 %;
- Средний размер заработной платы — 13280 руб.;
- Кредиторская задолженность по заработной плате по состоянию на 01.01.2013 г. отсутствует;
- Среднедушевой денежный доход — 9160 руб.;
- Уровень регистрируемой безработицы (к трудоспособному населению) — 2,53 % (безработные граждане — 187 чел.).

## Транспорт
В муниципальном образовании «город Свирск» протяжённость дорог составляет 57,25 км, из них: с асфальтовым покрытием 23,48 км. Пассажирские перевозки осуществляются автотранспортом индивидуальных предпринимателей. По сравнению с 2009 г. произошло увеличение автопассажирской техники в 2 раза. Вспомогательные транспортные услуги оказывают ООО «Свирская транспортная компания» и ОАО ВСРП «Свирский речной порт». Имеется пристань Макарьево на реке Ангаре с железнодорожной станцией Макарьево, связанной однопутной железнодорожной веткой со станцией Черемхово. До начала 1990-х годов по железнодорожной ветке Черемхово — Макарьево осуществлялось пригородное движение. В настоящее время имеется только грузовое движение в незначительных объёмах.

## СМИ

### Цифровое эфирное телевидение
Все 21 каналов для мультиплекса РТРС-1 и РТРС-2; Пакет радиоканал, включает: «Вести ФМ», «Радио Маяк», «Радио России».
- Пакет телеканалов РТРС-1 (телевизионный канал 34, частота 578 МГц), включает: «Первый канал», «Россия 1-Иркутск», «Матч-ТВ», «НТВ», «5 канал», «Россия-Культура», «Россия 24-Иркутск», «Карусель», «ОТР», «ТВЦ».
- Пакет телеканалов РТРС-2 (телевизионный канал 37, частота 602 МГц), включает: «Рен-ТВ», «Спас», «СТС», «Домашний», «ТВ3», «Пятница!», «Звезда», «Мир», «ТНТ», «МузТВ».

- Обязательные общедоступные региональные телеканалы («21-я кнопка»): телекомпания «АИСТ».
- Обязательные общедоступные муниципальные телеканалы («22-й кнопка»): НТС («Новое Телевидение Сибири»)

## Почетные граждане
Почетные граждане города Свирска разных лет:
1. Выборова Татьяна Степановна (15.01.1917-12.10.1986)
2. Викулин Николай Павлович (12.12.1907-16.05.1998)
3. Говорова Лидия Александровна (29.11.1916-25.02.1984)
4. Денисенко Леонид Тимофеевич (24.08.1910-29.11.1983)
5. Мигунов Алексей Иванович (24.03.1908-30.07.1996)
6. Кошкин Василий Григорьевич (24.01.1911-11.09.1996)
7. Степанов Пётр Ильич (28.12.1904-28.12.1982)
8. Володченко Нина Георгиевна (01.09.1929-03.02.2017)
9. Гаранина Лариса Григорьевна (29.07.1928-14.02.2008)
10. Сирота Антонина Антоновна (08.05.1939-19.03.2014)
11. Терентьев Роман Николаевич (14.10.1909-03.02.1996)
12. Яковлева Галина Лукинична (03.01.1927-17.12.1996)
13. Жуков Сергей Алексеевич (25.09.1916-31.01.2004)
14. Новаковский Леонид Станиславович (14.10.1917-29.07.1996)
15. Сироткина Елена Степановна (06.06.1937-22.08.2019)
16. Кириллова Антонина Ивановна (18.03.1921-26.09.2013)
17. Черемных Анастасия Тарасовна
18. Ларионов Эдуард Нилович
19. Долгушин Виктор Константинович
20. Гарькуша Геннадий Павлович
21. Розенштейн Вадим Григорьевич
22. Артамонова Лидия Николаевна
23. Белоусова Тамара Марковна
24. Ананьев Александр Михайлович
25. Литтау Владимир Альбертович
26. Нелюбин Алексей Павлович
27. Волчатов Юрий Гаврилович
28. Бутаков Владимир Иннокентьевич
29. Сипатина Рита Федоровна
30. Барковская Натэлла Иосифовна
31. Хамидулин Юрий Григорьевич
32. Логунов Вадим Дмитриевич